# Wolfgang X. von Dalberg

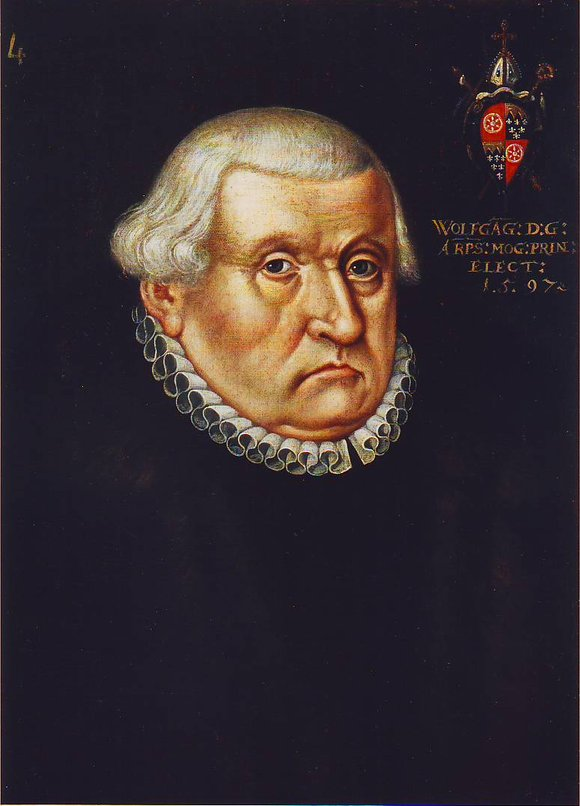
Bischof Wolfgang von Dalberg

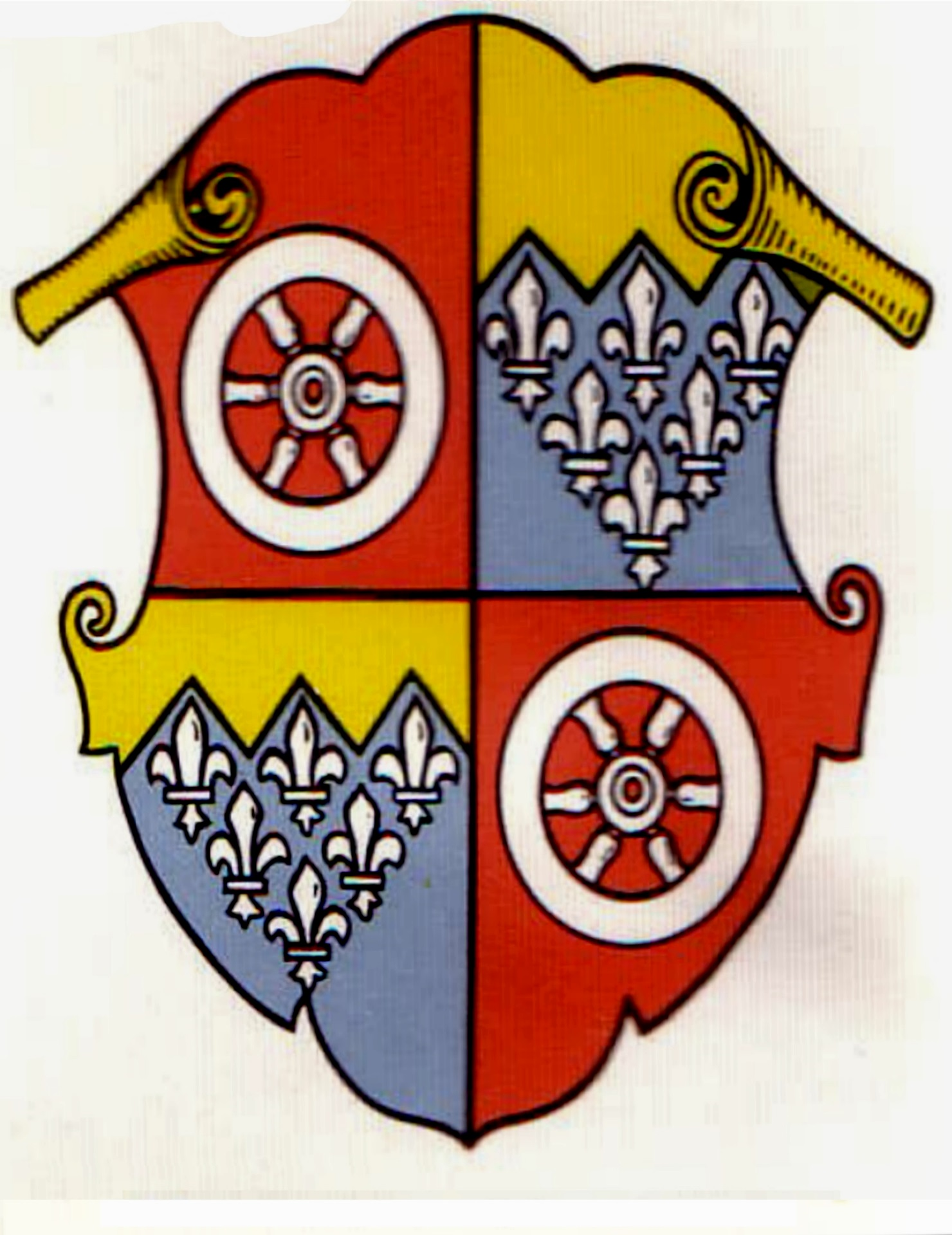
Wappen des Erzbischofs von Mainz

Wolfgang X. von Dalberg, auch: Wolfgang, Kämmerer von Worms, genannt von Dalberg (* 1537; † 5. April 1601 in Aschaffenburg) war von 1582 bis 1601 Erzbischof und Kurfürst von Mainz, und somit Erzkanzler des Heiligen Römischen Reiches.

## Familie
Die Eltern von Wolfgang waren Friedrich VIII. von Dalberg (* 1500; † 21. Februar 1574) und Anna, geborene von Fleckenstein († 12. Dezember 1564).

## Ausbildung und erste Ämter
Wolfgang besuchte die Lateinschule Gemmingen.
Zunächst war Wolfgang X. evangelischer (!) Pfarrer in Wallhausen. 1557 erlangte er die Stelle eines Domherren in Mainz, 1557 wurde er Domherr in Speyer. In Speyer wurde er 1565 Dompropst, in Mainz 1571 Domscholasticus, 1572 Kanoniker in St. Maria ad Gradus in Mainz und 1582, kurz vor seiner Wahl zum Erzbischof, dort ebenfalls Dompropst. Auf seine münstersche Dompräbende verzichtete er im Februar 1586 zu Händen des Papstes, der diese an Dietrich von Plettenberg vergab.

## Als Erzbischof

### Wahl
Wolfgangs Wahl zum Mainzer Erzbischof erfolgte am 20. April 1582. Im ersten Wahlgang, am 19. April, hatte Julius Echter von Mespelbrunn, Fürstbischof von Würzburg und Mainzer Domherr, mit zwölf Stimmen zwar eine einfache Mehrheit gegenüber Dalberg erreicht, aber nicht die erforderliche Zwei-Drittel-Mehrheit. Julius Echter von Mespelbrunn verzichtete vor dem zweiten Wahlgang auf die weitere Kandidatur und Dalberg wurde nun einstimmig gewählt. Die römische Kurie bestätigte die Wahl am 3. September 1582. Im darauffolgenden Jahr ließ er sich zum Priester weihen. Am 20. Mai 1584 erhielt er die Bischofsweihe.

### Politik

#### Außenpolitik
Innerhalb des Interessenkonfliktes zwischen Protestanten und Katholiken nahm er im Reich eine eher vermittelnde Stellung ein.
Dalberg einigte sich im Merlauer Vertrag 1583 mit Landgraf Wilhelm IV. von Hessen-Kassel über langandauernde Grenzkonflikte zwischen Kurmainz und der Landgrafschaft, wobei fast alle Mainzer Besitzungen in Nordhessen endgültig an die Landgrafschaft fielen, dafür jedoch Hessen seine Ansprüche im Eichsfeld aufgab.

#### Innenpolitik

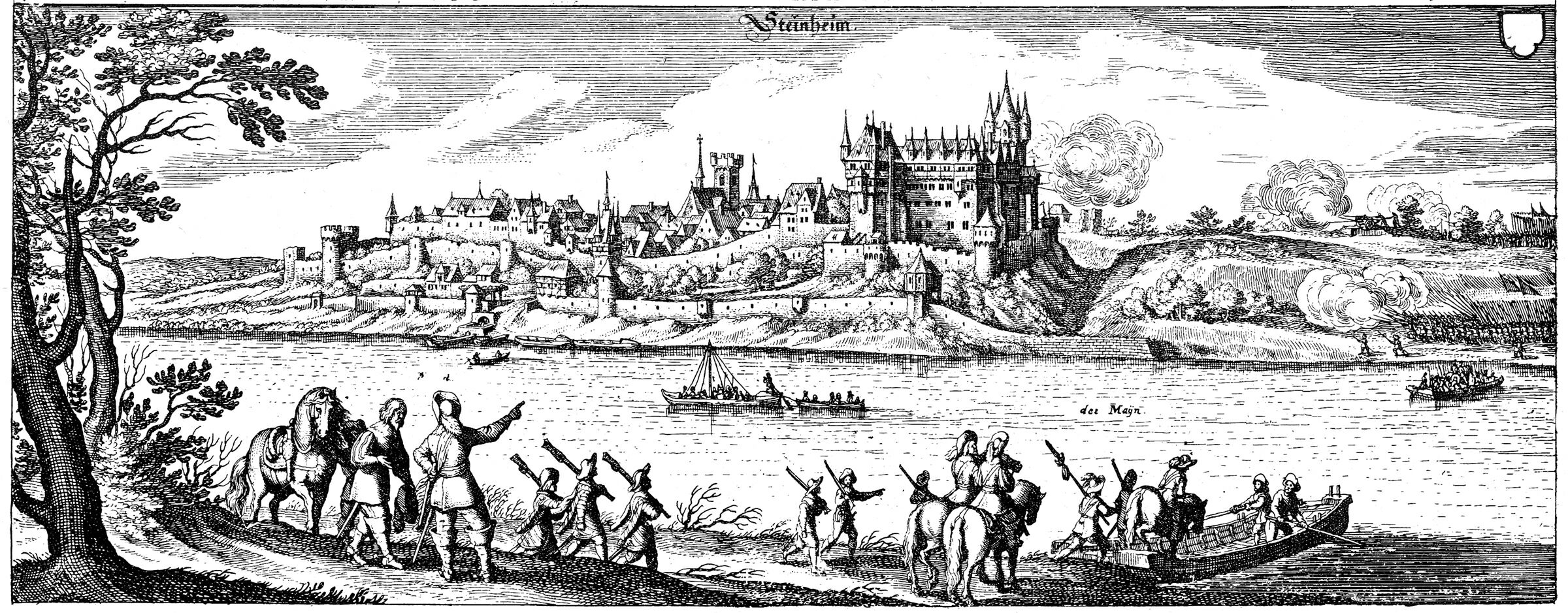
Schloss Steinheim 1655, nach dem Umbau durch Erzbischof Wolfgang von Dalberg

Innenpolitisch führte er die Rekatholisierung fort, was mit einer kirchlichen Reform einher ging: Neben den wichtigen Visitationen, die in den Stiften und Pfarrgemeinden etwaige Missstände aufdecken sollten, bemühte er sich um eine verbesserte Gottesdienstordnung. Im Herbst 1583 schloss sich Kurmainz der Gregorianischen Kalenderreform an.
Er konsolidierte die Finanzen des in dieser Beziehung schwer angeschlagenen Kurfürstentums.
In Höchst erweiterte er im Stil der Renaissance das Schloss, ebenso in Steinheim (heute: Hanau) das dortige Schloss.
Ab 1590 kam es im Kurfürstentum vermehrt zu Hexenprozessen, von 1593 bis 1614 zu einer regelrechten Verfolgungswelle. Insgesamt kamen dabei vermutlich 236 Beschuldigte zu Tode.

### Tod

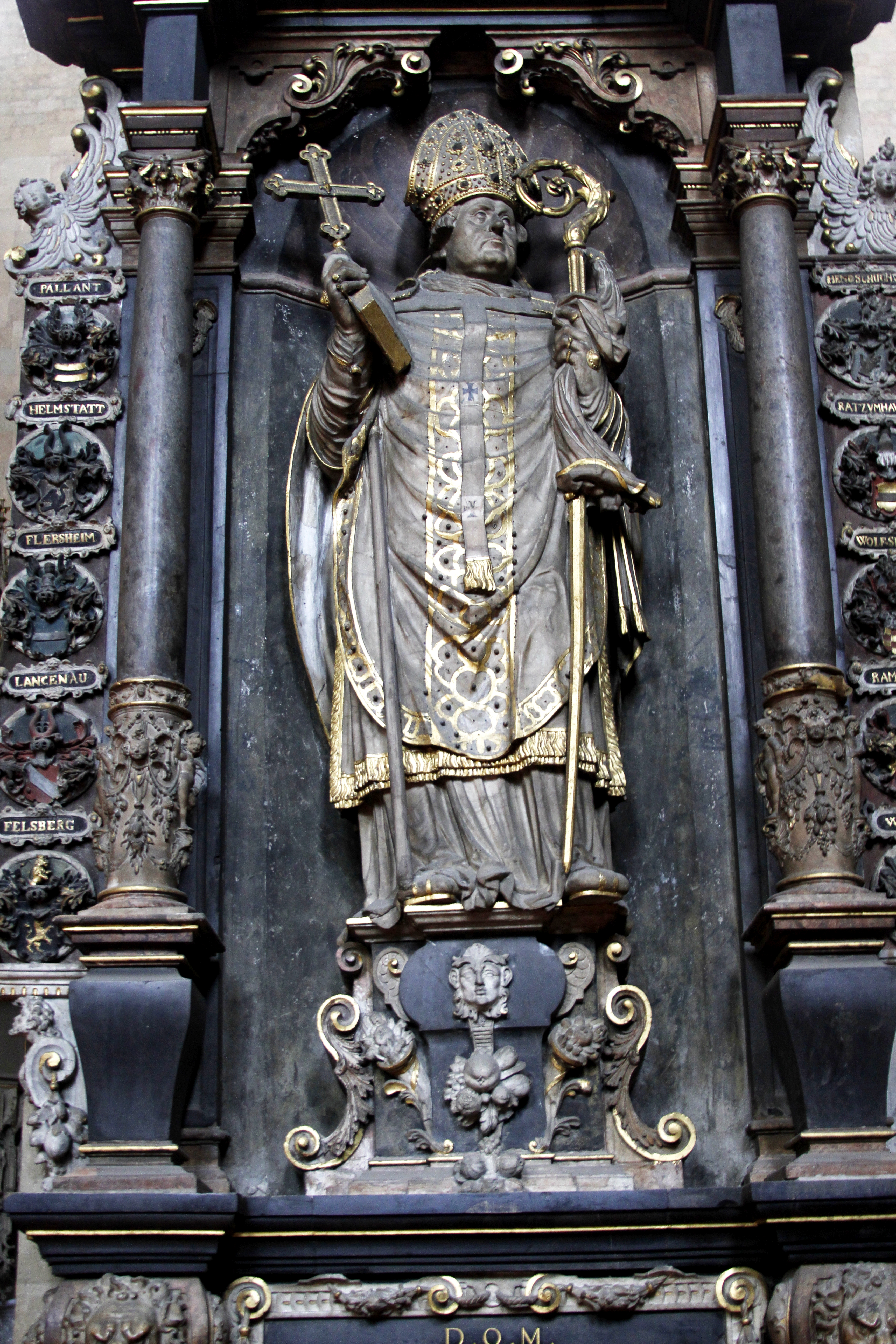
Epitaph im Mainzer Dom

Wolfgang von Dalberg starb am 5. April 1601 in Aschaffenburg und wurde im Mainzer Dom beigesetzt, wo ein Nachfolger ihm ein prächtiges Epitaph errichten ließ.